# Тарусово (Московская область)
Тарусово — деревня в Талдомском районе Московской области Российской Федерации, в составе сельского поселения Гуслевское.
Расположена на левом берегу реки Дубна. На другом берегу реки расположена деревня Троица-Вязники, в которую ведёт пешеходный мост. Регулярный автобусный маршрут № 20 и № 21 связывает деревню с платформой Запрудня и с бывшим Запрудненским заводом электровакуумных приборов (ЗЗЭВП). До центра Запрудни 13 км.

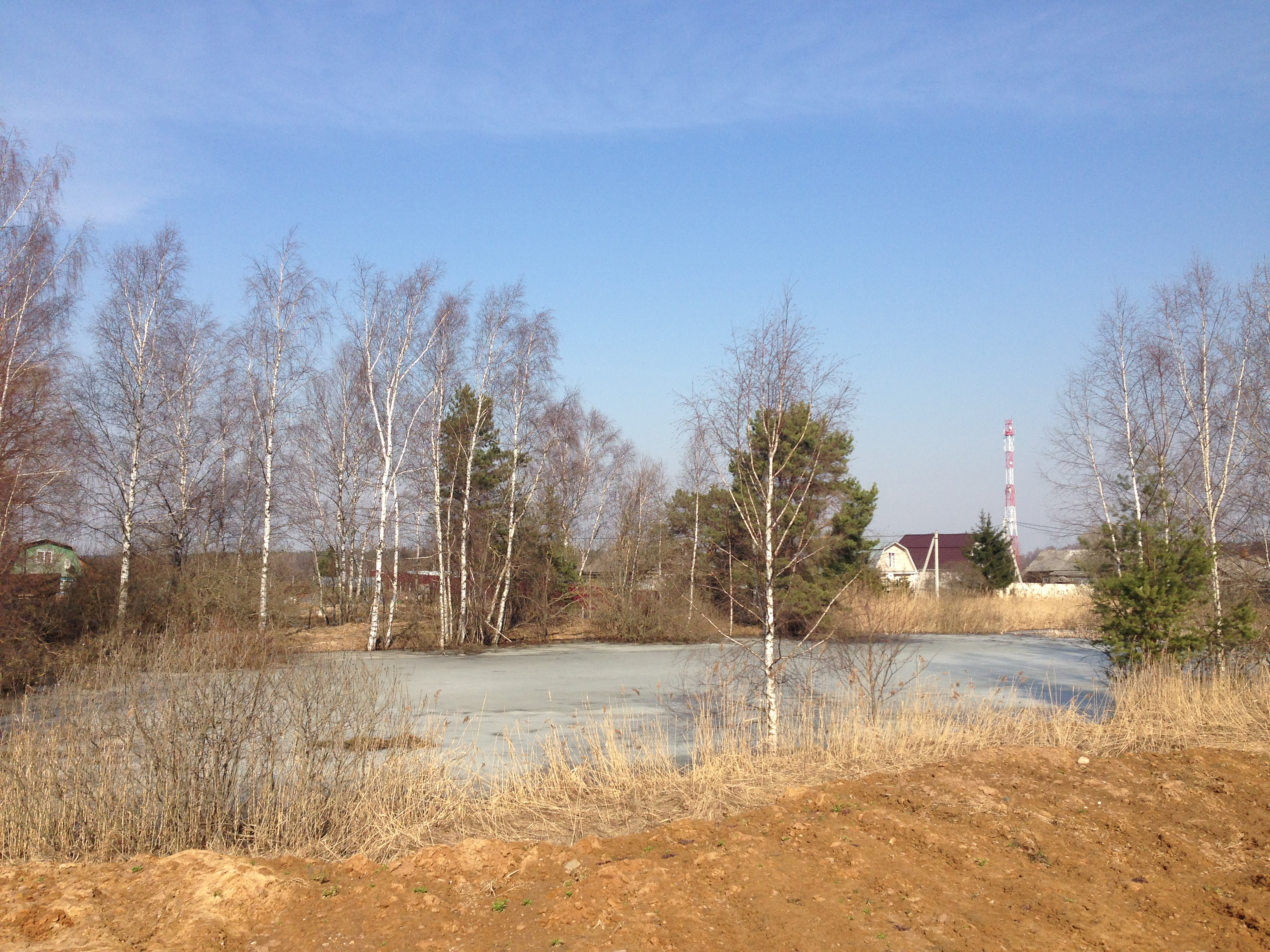
Деревня весной.

## История
Первое упоминание о деревне — в 1618 году: «…дано за московское осадное сидение при царе Василии Шуйском стольнику Леонтьеву.»
В Дмитровской переписной книге 1677 года в стане Повельском значится: «Думного дворянина Замятни Федоровича Леоньтьева за дочерью ево за девкой Овдотьей деревня Турусово, а в ней двор вотчинницын да двор прикащиков, двор делового человека Омельки Сергеева, у него сын Митка полутору году. Да крестьян во дворе Матюшка Михайлов сын Куликов, у него детей Савка шти лет, у него ж племянник Гараска, во дворе Федка Михайлов сын Куликов, у него племянник Тришка, Федка девяти лет, во дворе Малафейко Семенов, у него сын Ивашко, во дворе Федка Степанов сын Головин, у него братья Мишка, Купряшка осми лет, Куска пяти лет, во дворе Пашка Семенов, у него детей Федка, Мишка, во дворе Федотко Иванов, у него сын Матюшка, во дворе Еремка Федоров, у него детей Якимко, Гришка, Ивашко тринадцати лет, во дворе Ивашко Федоров прозвище Жареной, у него сын Ромашко четырех лет, у него ж брат Терешка, во дворе Пронька Юрьев, у него детей Марчко пяти лет, Андрюшка трех лет.»
В 18 веке село принадлежало А. И. Хитрову и М. М. Щербатову. Последний владел им с 1782 года по 1789 год. Затем Тарусово, как и принадлежащее ему село Гари (ныне одноимённый микрорайон, Советская улица в Запрудне), было Щербатовым продано. Позже владельцами его стали генерал-майор князь Ф. П. Щербатов, графиня Е. А. Головкина, некто Зумбург.
С 1827 года деревней владела семья Корсаковых. Глава семейства Семён Николаевич Корсаков участвовал в войне 1812 года, служил в министерствах юстиции и внутренних дел, занимался изобретательством, гомеопатией.
Послано из деревни Хлебниково, что в 20 верстах от Москвы, 24 марта 1827 года.
В Тарусове находится ключ на дворе очень хорошей воды; за Дубною очень красивая каменная церковь; но саду вовсе нет, а развести при доме сад есть место. Огород есть. Деревня почти так близко, как в Лунгаче. Крестьяне на вид хорошие и по всем справкам тихие и не пьяницы.
Есть лесу довольно, но не ближе, как с версту от дома. Западная, спорная пустошь содержит весьма значительное количество строевого леса. Господский сенокос вблизи господского дома. Недоимок на крестьянах оброчных много. Есть в полуверсте мельница, которая с половины также, в споре, и оная приносит на нашу часть более 1000 рублей дохода по контракту с мельником.
В близком расстоянии, т. е. в пяти верстах, находятся стекольные заводы, где можно при постройке достать стекла. Крестьяне занимаются тескою бревен и плотничеством, так что в тесе, который здесь в половину дешевле нашего, недостатка нет. Также есть вблизи, в десяти верстах, большой фарфоровый завод…
Все крестьяне живут в двух деревнях — Тарусово и Гарях. Сия последняя от первой в четырех верстах, местоположение ровное и ниже, но весьма приятное. Постройки крестьянские противу соседских по здешним местам хорошие. Они имеют достаточно скота и лошадей и живут достаточно. Меня, кажется, полюбили, потому что я им сделал разные значительные облегчения.Текст письма Корсакова жене Софье Николаевне, урождённой Мордвиновой.
В 1838 году в селе Надеждино Дмитровского уезда поселился декабрист Василий Норов. От Надеждино до Тарусово прямой дорогой было не более семи километров. Норов часто бывал в Тарусове у Корсаковых, отправляясь в путь верхом на лошади по кличке Зайчик. Норов называл Тарусово «прекрасным оазисом среди дикой пустыни».
Так же в Тарусове у Корсаковых бывали: государственный деятель, путешественник и писатель Авраам Норов, востоковед М. А. Шлиттер, идеолог народничества Бакунин, баснописец Крылов, мореплаватель адмирал Невельский, историк и публицист А. И. Тургенев, географ, статистик и историк К. Арсеньев, исследователь Прикаспийского края Г. С. Карелин, русский историк-востоковед В. В. Зернов-Вельяминов.
В 1862 году сельцо Тарусово при реке Дубне состояло из 26 дворов, проживало в нем 372 человека, имелась 1 фабрика. В 1873 году в Тарусове основаны уездное и земское училища, попечителем которых был Николай Сергеевич Корсаков. В 1890 году в сельце проживало 334 человека.
В 1920 году местные крестьяне разорили имение Корсаковых, а потом и сожгли дом. 31 июля уездная газета «Крестьянин и рабочий» сообщала: «Неделю тому назад в Тарусове сгорел большой барский дом, в котором насчитывалось 46 комнат». Во время этого пожара уцелел архив, который был вывезен на девятнадцати подводах из Тарусова в Москву, и размещён в Библиотеке имени Ленина. Он охватывает период с конца 18 века до начала первой мировой войны и включает более ста пятидесяти тысяч листов. В этом архиве находятся письма, воспоминания, путевые записки, книжки, которые вели члены семьи на протяжении всей жизни. Так же у Корсаковых была богатая библиотека, насчитывающая более 7 тысяч томов (по другим источникам 14,5 тысяч) на русском и иностранных языках, собрание редких гравюр. Библиотекой любил пользоваться Василий Норов. К сожалению, библиотека Корсаковых сильно пострадала во время пожара. Остатки библиотеки сейчас находятся в музее‑заповеднике «Дмитровский Кремль». В ней насчитывается 325 (было 745) книг на русском языке и 665 на иностранных языках (в 1925 году было передано 1720, по другим данным 2465). На многих книгах на иностранных языках надпись «Николай Карсаков» и «Анна Карсакова». На всех книгах, полученных Дмитровским музеем из Тарусова, при первичной записи была сделана пометка «Т». А вот о судьбе многочисленных картин и скульптур знаменитых мастеров ничего не известно.
В 1930 году деревня была электрифицирована, путём подключения к торфяной Власовской электростанции. В этом же году были проложены электролинии до Вербилок и фарфорового завода.
Местный колхоз «Путь к коммунизму» в результате многочисленных укрупнений влился в состав совхоза «Комсомольский», центральная усадьба которого находилась в селе Новоникольское.
В январе 1990 года исполком районного Совета зарегистрировал деревню Тарусово с окрестностями как памятник истории, природы и культуры.
В начале 21 века в Тарусове рядом с остатками парка бывшего имения Корсаковых находятся постройки двух телятников. Из уцелевших памятников: остатки парка с липовой аллеей, здание бывшей школы, построенной Н. С. Корсаковым для крестьянских детей. На кладбище в Троице-Вязниках в заброшенном виде находится фамильная усыпальница, где похоронено не одно поколение Корсаковых. В ноябре 2006 года Министерство культуры Московской области утвердило статус Тарусовского усадебного парка и бывшей школы для крестьянских детей как исторический памятник. Но их сохранность под вопросом. Школа передана в частную собственность. Сохранились остатки парка, который еще можно восстановить, так же как и усадебный дом, фундамент которого частично сохранился.
В 2010 году в деревне насчитывалось 117 дворов. Вперемежку стоят старые бревенчатые дома и новые кирпичные коттеджи. Зимуют в деревне менее двух десятков стариков. А летом становится многолюдно.

## Население
| 1859 | 1890 | 1926 | 2002 | 2006 | 2010 |
| ---- | ---- | ---- | ---- | ---- | ---- |
| 372  | ↘334 | ↗339 | ↘35  | ↘31  | ↗38  |